# Kranjska čbelica
Kranjska čbelica (pol. Krańska Pszczółka) – pierwszy słoweński almanach poetycki, przeznaczony dla inteligencji. Pierwszy zeszyt został wydany 30 kwietnia 1830 roku, natomiast ostatni w 1848 roku. Redaktorem naczelnym almanachu był Miha Kastelic. Autorami artykułów, publikowanych na łamach pisma byli również France Prešeren, Matija Čop oraz Andrej Smole.
Reżim polityczny w Cesarstwie Austriackim nie dopuszczał aktywności ruchów nacjonalistycznych. Był natomiast bardziej tolerancyjny w stosunku do inicjatyw kulturalnych. W takiej sytuacji pojawił się pomysł zebrania tekstów słoweńskich w jeden zbiór (almanach), który byłby przeznaczony dla inteligencji. Pierwszą taką próbą było czasopismo naukowe Slavinja, które jednak zostało odrzucone przez cenzurę. Więcej szczęścia mieli twórcy almanachu Kranjska čbelica, gdyż według cenzury poezja wydawała się mniej niebezpieczna niż czasopisma naukowe. Dlatego też pierwsze cztery zeszyty pisma nie miały większych problemów z cenzurą.

## Zeszyty

### Pierwszy zeszyt (1830)
Większość materiałów opublikowanych w pierwszym zeszycie przedstawili France Prešeren, Jakob Župan, Jurij Kosmać i Miha Kastelic. W tomie znalazły się również cztery utwory Ignacego Halzapfla oraz utwory narodowe ze zbiorów wierszy Andreja Smole. Patronatem pierwszego wydania został iliryjski gubernator, baron Jožef Schimdburg. To właśnie jemu został poświęcony pierwszy zeszyt.
Podczas spotkania 14 stycznia 1830 roku zdecydowano, że pierwszy egzemplarz należy wysłać do gmachu cenzury. 21 stycznia 1830 roku Matija Čop wysłał pismo do cenzora Jerneja Kopitara. Pierwszy zeszyt wydrukowany został w nakładzie 600 egzemplarzy i wzbudził zainteresowanie wśród lokalnej inteligencji. Pierwszy zeszyt został wydrukowany w tzw. bohoričicy.

### Drugi zeszyt (1831)
Po sukcesie pierwszego zeszytu do almanachu Kranjska čbelica dołączyli również Jurij Grabner, Jožef Evgen Kovačič i Janez Cigler. Drugi zeszyt wydrukowany został 31 maja 1831 roku w nakładzie 600 egzemplarzy. W tomie opublikowany został m.in. wiersz Valentina Vodnika pt. Moj spomenik.

### Trzeci zeszyt (1832)
Na cenzora dnia 14 stycznia 1832 roku wyznaczony został Matija Čop. W tym zeszycie cenzura przekreślała niektóre utwory, przede wszystkim nadto żartobliwe utwory Prešerena (np. Apel in čevljar). Po konsultacji z Kastelicem oraz Čopem, Prešeren zdecydował, że sonet i kilka innych wierszy nie zostanie opublikowanych w almanachu Kranjska čbelica. Trzeci zeszyt zawierał wiersze Prešerena, Kastelca, utwory ludowe ze zbioru Andreja Smole i wiersze Františka Ladislava Čelakovskiego. Katestelic chciał również wprowadzić nowe reformy ortograficzne, które po sprzeciwie Prešerena się nie pojawiły. 12 kwietnia 1832 roku opublikowany został trzeci zeszyt w nakładzie 600 egzemplarzy.

### Czwarty zeszyt (1833)
Kilku autorów opuściło czasopismo Kranjska čbelica, byli to: Blaž Potočnik, Jurij Grabner, Ignacy Holzapfel i Janez Cigler. Przede wszystkim ze względu na żartobliwe (szydzące) wiersze Prešerena oraz spory z redaktorem naczelnym. Jeszcze przed publikacją czwartego zeszytu, Kranjska čebelica zyskała uznanie za granicą. Pochwała czasopisma, która została napisana przez Čelakovskiego, ukazała się w czeskim czasopiśmie. Później Matija Čop pochwałę uzupełnił swoimi komentarzami oraz przetłumaczył na język niemiecki, a następnie opublikował w czasopiśmie „Illyrisches Blatt”.
Czwarty zeszyt został wysłany 16 kwietnia do cenzora Kopitara. Cenzura niektóre utwory usunęła, choć Kopitar zastąpił je innymi. Czwarty zeszyt wydany został w nakładzie 1000 egzemplarzy.

### Piąty zeszyt (1848)
Publikacja piątego zeszytu miała duże opóźnienie ze względu na nagłą śmierć Matii Čopa, który utonął w Sawie 6 lipca w 1835 roku. Wydarzenie to przyczyniło się również do pogorszenia relacji między Prešerenem a Kastelicem. Publikacje wstrzymywały również osobiste powody Kastelica. Dopiero 23 grudnia 1848 roku został opublikowany piąty i ostatni zeszyt, w nakładzie 1000 egzemplarzy.

## Znaczenie almanachuKranjska čbelica
Kranjska čbelica przysłużyła się w znacznym stopniu dla popularyzacji języka słoweńskiego wśród inteligencji. Wcześniej w użytku był język niemiecki. Po publikacji ostatniego zeszytu w Słowenii pojawiło się kilka nowych czasopism, np. Poezije czy Novice, tak że kolejne publikacje almanachu nie były potrzebne.